# Twist of Fate (Siobhán Donaghy)
Twist of Fate è il Secondo Singolo della Cantante britannica Siobhán Donaghy, Ultimo estratto dal suo primo album Revolution in Me.
La canzone non riuscì a Raggiungere alte posizioni come il suo precedente singolo Overrated, Infatti negli U.K il massimo che riuscì a raggiungere fu la #52.
Fu l'ultima canzone della Donaghy ad essere stata distribuita attraverso la London Records.

## Tracce
CD1
1. "Twist Of Fate" (Radio Edit)
2. "Don't Know Why"
3. "Twist Of Fate" (Video)

CD2
1. "Twist Of Fate" (Album Version)
2. "I'm Glad Your Mine"
3. "Overrated" (Live) (Video)

## Posizioni nelle classifiche
| Chart (2003)     | Posizione |
| ---------------- | --------- |
| UK Singles Chart | 52        |